# ’75 nyara
A ’75 nyara (eredeti cím: Swinging Safari) 2018-as ausztrál dráma filmvígjáték, amelyet saját forgatókönyvéből Stephan Elliott rendezett, aki leginkább a 1994-ben bemutatott Priscilla, a sivatag királynőjének kalandjai című filmjéről ismert. A főbb szerepekben Guy Pearce, Kylie Minogue, Radha Mitchell, Julian McMahon, Asher Keddie és Jeremy Sims látható.
A film 2018. január 18-án jelent meg Ausztráliában, más országokban pedig az év folyamán. Az eredeti címe Flammable Children volt, a végleges cím pedig Bert Kaempfert 1962-es világslágerére, az „A Swingin' Safari”-ra utal.

## Cselekmény
Egy ausztrál külvárosi strandon, az 1970-es évek közepén; a 14 éves Jeff nyári vakációját a kissé züllött, szélhámos szüleivel és excentrikus szomszédjaikkal tölti. Amikor egy 200 tonnás kék bálna partra vetődik a helyi strandon, a Super 8-as kameráját soha el nem hagyó Jeff megpróbálja megtalálni a helyét egy olyan világban, amelyet a szexuális szabadság felforgatott, és ami gyorsabban változik, mint a hormonjai. Szomszédjával és egyben szerelmével, Melly-vel a fiú döbbenten szemléli közeli hozzátartozói romlását.

## Szereplők
Hall család
| Szerep      | Színész          | Magyar hang    |
| ----------- | ---------------- | -------------- |
| Keith Hall  | Guy Pearce       | Czvetkó Sándor |
| Kaye Hall   | Kylie Minogue    | Orosz Anna     |
| Gerome Hall | Jesse Denyer     |                |
| Andrew Hall | Jacob Kotan      |                |
| Damien Hall | Alex Kotan       |                |
| Liz Hall    | Chelsea Jamieson |                |
| Keira Hall  | Ava Taylor       |                |

Jones család
| Szerep      | Színész                | Magyar hang       |
| ----------- | ---------------------- | ----------------- |
| Jo Jones    | Radha Mitchell         | Farkasinszky Edit |
| Rick Jones  | Julian McMahon         | Jakab Csaba       |
| Melly Jones | Darcey Wilson          | Gyarmati Laura    |
| Melly Jones | Imogen Hess (fiatalon) |                   |
| Liam Jones  | Ethan Robinson         |                   |
| Cal Jones   | James Calder           |                   |

Marsh család
| Szerep     | Színész                                      | Magyar hang    |
| ---------- | -------------------------------------------- | -------------- |
| Gale Marsh | Asher Keddie                                 | Szórádi Erika  |
| Bob Marsh  | Jeremy Sims                                  | Kerekes József |
| Jeff Marsh | Atticus Robb                                 |                |
| Jeff Marsh | Richard Roxburgh (felnőtt) (narrátor hangja) | Czető Roland   |
| Jeff Marsh | Oscar Bailey (fiatal)                        | Tóth Viktor    |
| Bec Marsh  | Chelsea Glaw                                 |                |

Egyéb szereplők
| Szerep                           | Színész           | Magyar hang         |
| -------------------------------- | ----------------- | ------------------- |
| A polgármester                   | Jack Thompson     | Petridisz Hrisztosz |
| Rooster                          | Jacob Elordi      | Ungvári Gergely     |
| Jehova tanúja                    | Drew Jarvis       |                     |
| kutya                            | Sebastien Golenko |                     |
| Mrs. Wilson                      | Monette Lee       |                     |
| Mr. Logan                        | Marcus Guinane    |                     |
| Nigel Frost                      | Caleb Monk        |                     |
| Dave                             | Renaud Jadin      |                     |
| rendőr (stáblistán nem szerepel) | Stephan Elliott   |                     |

### Magyar változat
- Főcím: Schmidt Andrea
- Magyar szöveg: Moduna Zsuzsa
- Hangmérnök és vágó: Bederna László
- Gyártásvezető: Németh Piroska
- Szinkronrendező: Orosz Ildikó
- Produkciós vezető: Marjay Szabina

A szinkront az SDI Media Hungary készítette el.

## Fogadtatás
A Rotten Tomatoes weboldalon 75%-os értékelést kapott 28 pozitív kritika alapján, átlagértékelése 6,3 pont a 10-ből. Az oldal szöveges összefoglalója szerint: „A ’75 nyara szórakoztató szereplőgárdát vonultat fel, hogy a közönségnek egy zűrzavaros, de végül is megnyerő, történelmi részletekben gazdag vígjátékot kínáljon.”